# Первая ночь покоя
«Первая ночь покоя» (итал. La Prima notte di quiete, так же «Профессор» фр. Le Professeur) — художественный фильм 1972 года совместного производства Италии и Франции, снятый режиссёром Валерио Дзурлини.
Главные роли в этом фильме исполнили Ален Делон, Соня Петровна, Леа Массари и Джанкарло Джаннини. Съёмки фильма проходили зимой в городе Римини региона Эмилии-Романьи Италии. Премьера фильма состоялась 11 января 1972 года в Париже.

## Сюжет
Даниеле Доминичи — аристократ, поэт, переживший самоубийство близкого человека. Он  ушел из своей семьи и живет в нищете с нелюбимой  женщиной,  в попытке забыть прошлое. Он преподаёт филологию в лицее в Римини, где встречает молодую девушку Ванину, свою ученицу, которая возрождает в нем способность любить. Она тоже любит Даниеле и уходит  к нему от своего богатого любовника. 
Однако, им не суждено быть вместе. Даниэле погибнет в автокатастрофе, едва обретя надежду на счастье.

## В ролях
- Главные роли:
  - Ален Делон — Даниеле Доминичи, профессор
  - Соня Петровна — Ванина Абати
  - Леа Массари — Моника
  - Джанкарло Джаннини — Джорджо Моска («Паук»)
  - Ренато Сальватори — Марчелло
  - Алида Валли — Марчелла Абати, мать Ванины
- Другие роли:
  - Патриция Адютори — Валерия
  - Лиана дель Бальцо — синьора Доминичи, мать Даниеля
  - Адальберто Мария Мерли — Джерардо Фавани
  - Николетта Рицци — Эльвира

## Другие названия
- Оригинальное название: La Prima notte di quiete
- Первая ночь покоя / Профессор
- Il Professore
- Le Professore
- The Professor / Indian Summer
- Ensimmäinen yö kanssasi
- La Primera noche de la quietud
- Primera noche de quietud
- A Primeira Noite de Tranqüilidade